# ماهوک
ماهوک روستایی است در دهستان القورات از توابع بخش مرکزی شهرستان بیرجند، واقع در استان خراسان جنوبی که بر پایه سرشماری عمومی نفوس و مسکن در سال ۱۳۹۵ جمعیت این روستا ۶۲ نفر (در ۲۳ خانوار) بوده‌است.
روستای ماهوک زادگاه پروفسور  محمد حسن گنجی است که در سال ۱۲۹۱ در این محل به دنیا آمد و این گنج نوین از افتخارات نه تنها این روستا بلکه بیرجند مرکز استان خراسان جنوبی و ایران و حتی جهان است که وی در بیست و نهمین کنگرهٔ ‏اتحادیهٔ بین‌المللی جغرافیایی در کره‎ ‎جنوبی در سال 2000 میلادی به عنوان یکی از 15 جغرافیدان ‏برجستهٔ جهان شناخته شد و‎ ‎سازمان هواشناسی جهانی، جایزه علمی سال 2001 خود را به وی اعطا ‏کرد.او اولین فرد آسیایی است که توانست این جازه را دریافت کند.